# Arete (mythologie)
Arete (Oudgrieks: Ἀρήτη, Arètè) is een figuur uit de Griekse mythologie. Zij was de echtgenote van Alkinoös, de koning der Faiaken, en de moeder van Nausikaä. De vader van Arete was Rhexenor, die een broer van Alkinoös was. 
In de Odyssee gaat Odysseus na zijn aankomst bij het paleis van de Faiaken eerst naar Arete toe, om als smekeling aan haar en haar man te vragen hem te helpen naar zijn vaderland terug te keren. Net daarvoor laat Homeros de godin Athena zeggen dat Arete zeer geliefd is, zowel bij haar man en kinderen als bij haar volk, en dat zij wijs is.
In de mythe over de argonauten laat Arete Medea en Jason, die tijdens de vlucht vanuit Kolchis bij de Faiaken waren aangekomen, voor het eerst met elkaar naar bed gaan. Dit om er voor te zorgen dat Medea geen maagd meer was, en daarom niet door Alkinoös terug naar haar vader gestuurd zou worden.